# A terror iskolája
A terror iskolája (eredeti címe: Toy Soldier') egy 1991-es, amerikai akciófilm, amit Daniel Petrie Jr. írt (David Koeppel együtt) és rendezett. A főbb szerepekben Sean Astin, Wil Wheaton, Louis Gossett Jr., Andrew Divoff, Mason Adams és Denholm Elliott látható.

## Cselekmény
|  | Alább a cselekmény részletei következnek! |

Barranquillában, Kolumbiában a terrorista Luis Cali zsoldosokból álló csapatával elfoglalja az Igazságügyi Palotát. Azt követeli, hogy engedjék szabadon apját, a drogbáró Enrique Calit, de megtudja, hogy apját időközben kiadták az Egyesült Államoknak, hogy bíróság elé álljon. Helikopterrel menekülnek el, és Luis másodparancsnokának, egy Jack Thorpe nevű amerikainak fegyveres és logisztikai segítségével Mexikón keresztül jutnak be az Egyesült Államokba.
Az Egyesült Államokban a Regis High School egy előkészítő iskola gazdag és befolyásos szülők tizenéves fiai számára, akik közül sokakat más iskolákból rúgtak ki. A Billy Tepper vezette diákcsínytevőkből álló csoportot, amelybe Billy legjobb barátai, Joey Trotta, Hank Giles, Ricky Montoya, "Snuffy" Bradberry és Phil Donoghue is beletartozik, tanáraik és a szigorú, de jó szándékú dékán, Edward Parker gondosan felügyeli. Phil apja az a szövetségi bíró, aki Enrique Cali perét vezeti, ezért az egész családot elővigyázatosságból biztonságos helyre szállítják. Erről mit sem sejtve Luis Cali és emberei megtámadják az iskolát, hogy elfogják a fiút, megölve egy kampuszrendőrt és egy közbelépő oktatót. Nehézfegyverekkel felszerelt megfigyelőállásokat hoznak létre, és C-3 robbanóanyaggal szerelik fel az iskola területét. Mivel Phil sehol sincs, de számos befolyásos személyiség fia a kezükben van, Luis túszul ejti az egész iskolát.
A fenyegetést alábecsülve a helyi seriff megpróbál közbelépni, de a heves fegyvertűz visszaveri. Kihívják az állami rendőrséget, az FBI-t és az amerikai hadsereget, akik távol tartják magukat, hogy ne provokálják a terroristákat. Jack élesíti a robbanóanyagokat egy távirányítóhoz kötött gyújtószerkezettel, amelyet Luis a kézfejére ragaszt. Luis figyelmezteti a hatóságokat, hogy felrobbantja a robbanóanyagokat, ha megtámadják az iskolát. Elengedi az iskola tanári karát a szakácsok és az igazgató, Dr. Robert Gould kivételével, és apja szabadon bocsátását követeli a túszokért cserébe, valamint óránkénti létszámellenőrzést rendel el.
A diákok Billy vezetésével a tekintély kijátszásában szerzett jártasságukat felhasználva taktikai információkat gyűjtenek a megszálló erőkről, amelyeket Billy titokban eljuttat a kinti hatóságokhoz. Megtiltják neki, hogy visszatérjen, de Parker bátorításával megszökik, és éppen időben csatlakozik a diákokhoz a létszámellenőrzéshez, megakadályozva Gould és négy diák megölését válaszul.
Joey apja, a New Jersey-i maffiafőnök Albert Trotta elintézi Joey szabadon bocsátását. Joey, aki megveti apját, nem hajlandó elmenni. Lefegyverez egy őrt, ellop egy géppisztolyt, és tüzet nyit egy másik terroristára, de a tűzharcban meghal. Luis megpróbálja elhitetni Parkerrel, aki a holttestért jön, hogy baleset volt, de a gyászoló Albert bosszút áll azzal, hogy megöleti Enrique Calit a börtönben.
Tudva, hogy cselekedniük kell, mielőtt Luis értesülhet apja haláláról, a hatóságok mentőakciót indítanak. Az FBI túszmentő egysége (Parkert követve), a hadsereg támogatásával és a Billy által szolgáltatott információkkal felfegyverkezve megtámadja az iskolát, és elkezdi likvidálni a terroristákat. Eközben Billy és barátai szabotálják a gyújtószerkezet távirányítójának vevőjét, lefegyverzik az őreiket, és a diákokat és Gouldot egy titkos pincébe vezetik. A túlerőben lévő Luis fegyvert fog Billyre, és Gould irodájában tartja fogva. Megnyomja a távirányítóján lévő gombot, de Billy mesterkedései miatt csak egy játékrepülőt aktivál. Parker és a kommandósok körülveszik Luist és Billyt. Luis megsebesíti Parkert, de Billy könyökkel gyomorszájon üti, lehetőséget adva egy kommandósnak, hogy lelője Luist, aki meghal.
Végül a diákok kiszabadulnak, a túlélő terroristákat letartóztatják.
|  | Itt a vége a cselekmény részletezésének! |

## Szereposztás
| Szerep                           | Színész           | 1. Magyar szinkron | 2. Magyar szinkron |
| -------------------------------- | ----------------- | ------------------ | ------------------ |
| William 'Billy' Tepper           | Sean Astin        | Bolba Tamás        | Szokol Péter       |
| Joseph 'Joey' Trotta             | Wil Wheaton       | Bartucz Attila     |                    |
| Jonathan 'Snuffy' Bradberry      | Keith Coogan      | Minárovits Péter   | Czető Roland       |
| Luis Cali                        | Andrew Divoff     | Malcsiner Péter    | Tarján Péter       |
| Kramer tábornok                  | R. Lee Ermey      | Kiss Gábor         |                    |
| Otis Brown FBI-igazgatóhelyettes | Mason Adams       | Kristóf Tibor      | Dobos Imre         |
| Igazgató                         | Denholm Elliott   | Dobránszky Zoltán  |                    |
| Parker dékán                     | Louis Gossett Jr. | Juhász Jácint      | Bolla Róbert       |
| Ricardo Montoya                  | George Perez      | Holl Nándor        | Markovics Tamás    |
| Jack Thorpe                      | Michael Champion  | Zágoni Zsolt       | Berzsenyi Zoltán   |

## Forgatás
A film William P. Kennedy azonos című regénye alapján készült.
„Az első forgatókönyvet David Koepp írta, eredetileg John Schlesinger rendező számára. A történet egy európai bentlakásos iskolában játszódott volna, ahol a gonosztevők palesztin terroristák voltak. Miután Schlesinger kiszállt a projektből, a forgatókönyvet átírták: a cselekményt az Egyesült Államokba helyezték, az ellenfelek pedig drogkartellhez tartozó bűnözők lettek 
A forgatás 1990. szeptember 5-én kezdődött és ugyanezen év november 7-én fejeződött be.

## Bevétel
A terror iskolája, Észak-Amerikában, 1991. április 26-án került bemutatásra 1350 moziban. A mozipénztáraknál a nyitóhétvégéjén majdnem 4,2 millió dollárt hozott, ami a harmadik helyre volt elég, megelőzték, a szintén debütáló a Oscar és a Halálcsók című filmek. A film az Egyesült Államokban 15 073 942 dollárt hozott.

## Kritikai visszhang
A terror iskolája vegyes fogadtatásban részesült, a Rotten Tomatoes-on 41%-os tetszési indexet ért el 17 kritikus véleménye alapján. 7 kritikus pozitívan, 10 kritikus negatívan értékelte a filmet. Cinema magazin dicsérte a filmet, 80%-ot adott neki. Ezt írták: A hatásosan megrendezett, látványos akciófilm - mely az FBI szakértői segítségével készült meglepően profi teljesítmény egy kezdő rendezőtől.  

## Fordítás
- Ez a szócikk részben vagy egészben  a   Toy Soldiers (1991 film) című angol Wikipédia-szócikk fordításán alapul.  Az eredeti cikk szerkesztőit annak laptörténete sorolja fel. Ez a jelzés csupán a megfogalmazás eredetét és a szerzői jogokat jelzi, nem szolgál a cikkben szereplő információk forrásmegjelöléseként.